# رویس و. مورای
رویس و. مورای (انگلیسی: Royce W. Murray); (زاده ۹ ژانویه ۱۹۳۷) شیمی‌دان آمریکایی و استاد شیمی است. علایق تحقیقاتی او بر الکتروشیمی، طراحی‌های مولکولی، و سنسورها متمرکز است.

## فعالیت‌های علمی
رویس مورای تاکنون موفق شده بیش از ۴۴۰ کتاب در زمینه شیمی، فیزیک، شیمی آلی و مواد شیمیایی را منتشر کند و ۷۲ مقاله در این زمینه‌ها را آموزش داده‌است. ۱۶ تن از دانشجویان فارغ‌التحصیل کارشناسی ارشد، از ۵۸ دانشجوی دیگر وی، ۴۵ نفر پست‌های هیئت‌علمی دانشگاه را در دست دارند. حدود ۲۰ درصد از دانشجویان دوره دکترا و ۴۰ درصد از دانشجویان فوق دکترای رویس مورای دوره تحصیلی خود را صرف تحصیلات دانشگاهی کرده‌اند که در مجموع ۳۳ نفر از ایشان همچنان در پست‌های دانشگاهی حضور دارند. بر اثر نفوذ مورای بر دستیاران خود و دانشجویان، برتری آموزش‌های رویس به عنوان مربی علوم شیمی در دانشگاه‌ها و آزمایشگاه‌ها ارتقا پیدا کرده‌است. او طی پنج دهه کار جوایز متعددی دریافت کرده‌است. اخیراً، انجمن شیمی آمریکا او را به عنوان همکار(۲۰۱۲) این انجمن شناخته‌است.

## زندگی‌نامه
رویس دبلیو. ماری در ۹ ژانویه ۱۹۳۷ در بیرمنگام آلاباما بزرگ شد. او به عنوان یک دانشجوی ممتاز از دبیرستان فارغ‌التحصیل شد، وی سپس در کالج جنوبی بیرمنگام و در(۲۰۱۲) از دانشگاه نورت‌وسترن فارغ‌التحصیل شد.

## فعالیت‌حرفه‌ای
رویس در کارگاه پدر خود که یک برق‌کار شرکت برق آلاباما بود شروع به فراگیری انواع کنتورهای برق، ژنراتور و تراشکاری، نمودارها، و مواد عایق کننده نمود. او همچنین در تکه‌تکه کردن آهن قراضه‌های باقیمانده از جنگ جهانی در بیرمنگام به پدرش کمک کرد و به حرفه خود در الکتروشیمی پرداخت. مورای در رشته شیمی از دانشگاه نورت وسترن در اونستون فارغ‌التحصیل شد. استادان او نقش مهمی در انتخاب رشته مورد نظرش داشتند. رویس پس از تحصیلات ابتدای رشته‌اش را به شیمی تغییر داد. در دبیرستان، فرصت همکاری با دو نفراز بزرگان الکتروشیمی، ریچارد بوورز و دون دی‌فورد را پیدا کرد و آنها کارشان را با تجزیه الکتریکی آغاز کردند. وی را با عنوان «مورای آنالوگ» می‌شناختند. حال آنکه متخصص ساخت تجهیزات الکتروشیمیایی بود. مورای هم‌اکنون با دانشجویان فارغ‌التحصیل خود همکاری می‌کند.

## تدریس در دانشگاه
رویس از سال ۱۹۶۱ به عنوان مربی کار خود را در دانشگاه کارولینای شمالی در چپل هیل آغاز کرد. او از مربی به عنوان دستیار استاد دانشگاه در همان سال دست یافت و در سال ۱۹۶۶ به استادیار ارتقا پیدا کرد. در همان زمان ترفیع گرفت و در سال ۱۹۶۹ استاد دانشگاه شد. او از سال ۱۹۹۶ استاد شیمی و استاد علوم کاربردی شیمی است.